# BI Водолея
BI Водолея (лат. BI Aquarii) — двойная затменная переменная звезда типа Беты Лиры (EB) в созвездии Водолея на расстоянии приблизительно 5117 световых лет (около 1569 парсеков) от Солнца. Видимая звёздная величина звезды — от +12,4m до +11,85m. Орбитальный период — около 13,047 суток.

## Характеристики
Первый компонент — жёлтая звезда спектрального класса G. Эффективная температура — около 5061 К.